# Martín Demichelis
Martín Gastón Demichelis (født 20. december 1980 i Justiniano Posse, Argentina) er en argentinsk tidligere fodboldspiller (midterforsvarer) eller alternativt defensiv midtbane. I løbet af sin karriere spillede han blandt andet for River Plate i hjemlandet, Bayern München i Tyskland, spanske Malaga samt Manchester City i England.
Med River Plate vandt Demichelis to argentinske mesterskaber. Med Bayern München vandt han fire gange Bundesligaen og fire gange DFB-Pokalen. I England var han med til at sikre Manchester City det engelske mesterskab samt to sejre i Liga Cuppen.

## Landshold
Demichelis nåede at spille 51 kampe og score to mål for Argentinas landshold, som han blandt andet repræsenterede ved Confederations Cup i 2005 og VM i 2010.

## Titler
Argentinsk mesterskab
- 2002 og 2003 med River Plate

Bundesligaen
- 2005, 2006, 2008 og 2010 med Bayern München

DFB-Pokal
- 2005, 2006, 2008 og 2010 med Bayern München

Premier League
- 2014 med Manchester City

Capital One Cup
- 2014 og 2016 med Manchester City